# Austrochaperina basipalmata
Austrochaperina basipalmata är en groddjursart som först beskrevs av Van Kampen 1906.  Austrochaperina basipalmata ingår i släktet Austrochaperina och familjen Microhylidae. IUCN kategoriserar arten globalt som livskraftig. Inga underarter finns listade.